# Gulfstream V
El Gulfstream V (Model G-V, pronunciado G-cinco) es un gran reactor de negocios de largo alcance, producido por Gulfstream Aerospace, y derivado del anterior Gulfstream IV. Vuela a una velocidad de hasta 940 km/h (Mach 0,885), con un techo de hasta 16 000 m (51 000 pies) y con un alcance de hasta 12 000 km. Acomoda típicamente a cuatro tripulantes y 14 pasajeros. Voló por primera vez el 28 de noviembre de 1995, y entró en servicio en junio de 1997. Es utilizado por las fuerzas armadas estadounidenses bajo la designación C-37A. Le siguió una versión mejorada, el Gulfstream 550 (Model GV-SP).

## Desarrollo

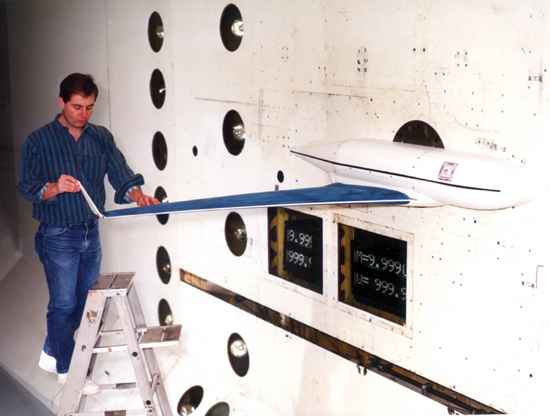
Maqueta en túnel de viento.

A principios de los años 90, el Gulfstream V (G-V) fue desarrollado como respuesta al Bombardier Global Express.
Fue certificado el 11 de abril de 1997. Capaz de volar hasta 12 000 km, se presentó en 1995 y fue el primer reactor de negocios de alcance ultra largo de Gulfstream. La producción total del Gulfstream V llegó a los 193 aviones. En 2018, los Gulfstream G-V de 1997-1999 se estaban vendiendo a 8,8-10,25 millones de dólares. En 2019, un G-V estaba valorado en alrededor de 10 millones de dólares: menos de 6 millones con reparaciones hasta 13 millones por un último modelo con poco uso.

### C-37A

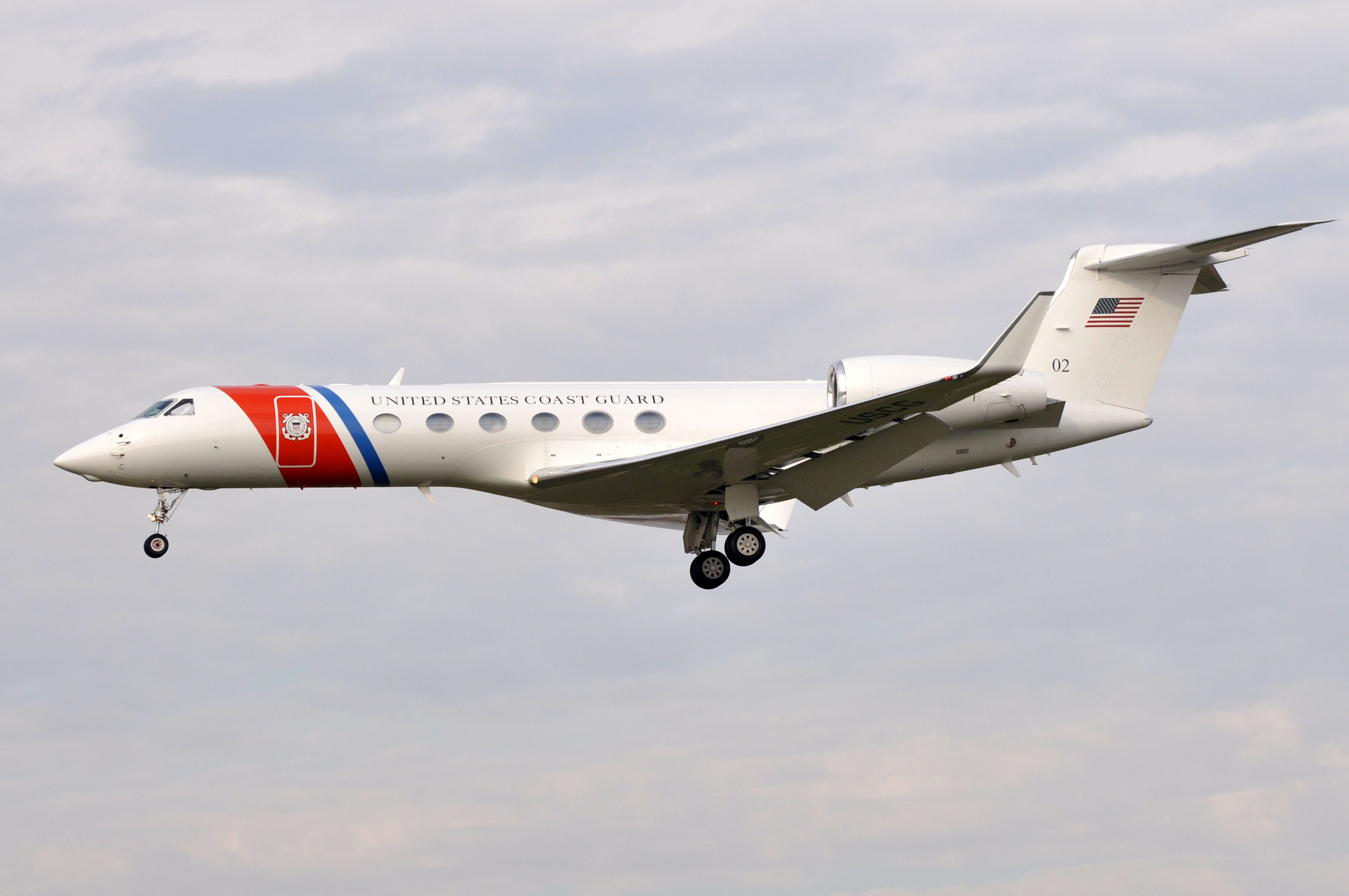
C-37A de la USCG en vuelo.

Designado C-37A por la Fuerza Aérea de los Estados Unidos, el Gulfstream V es utilizado por funcionarios del Gobierno de los Estados Unidos y del Departamento de Defensa.
El avión tiene un sistema de gestión de vuelo con un receptor GPS. El C-37A es capaz de navegar a 51 000 pies de altura. Las características incluyen un radar meteorológico mejorado, piloto automático y presentador frontal para el piloto. Las características de seguridad incluyen sistemas de visión mejorados que permiten una mayor visibilidad en entornos adversos. La aeronave también está equipada con equipos de comunicaciones comerciales y militares para proporcionar capacidades seguras de voz y datos. La Fuerza Aérea de los Estados Unidos equipa al C-37A con un equipo básico de dos pilotos, un ingeniero de vuelo, un operador de sistemas de comunicaciones y un auxiliar de vuelo. Tiene capacidad para 5 tripulantes y 12 pasajeros.

## Diseño
Comparado con el Gulfstream IV, los motores cambiaron de los Rolls-Royce Tay a los Rolls-Royce BR700-710A1-10 con empuje aumentado, mayor índice de derivación y Control de Motor Digital de Autoridad Total (Full Authority Digital Engine Control, FADEC). El techo operativo aumentó de los 14 000 a los 16 000 m (45 000 a 51 000 pies). Posee reversores de empuje y superficies de control de vuelo de materiales compuestos. El área horizontal de cola es un 30 % mayor, la envergadura se aumentó de los 22,7 a los 28,5 m, el fuselaje se alargó 1,5 m por delante de la puerta principal delantera y 0,6 m por detrás del ala. Los pesos máximos de despegue y aterrizaje se aumentaron un 15 %.
Posee una nueva ala semi supercrítica con una capacidad de combustible de 18,6 t (5,4 t más que el G-IV). La cabina de tres zonas es similar a la del G-IV, más pequeña que la del Global Express, aunque su disponibilidad, ruido en cabina y economía de combustible resultan favorables respecto de sus competidores de la misma época. Comparado con el similarmente valorado Global Express, el G-V ofrece más alcance y es más económico, aunque el Bombardier ofrece mejores prestaciones de pista, una cabina mayor y un vuelo más suave. Las revisiones del BR710 son cada 8000 h o 10 años si llega antes, y cuesta 1,25 millones de dólares por motor.

## Variantes

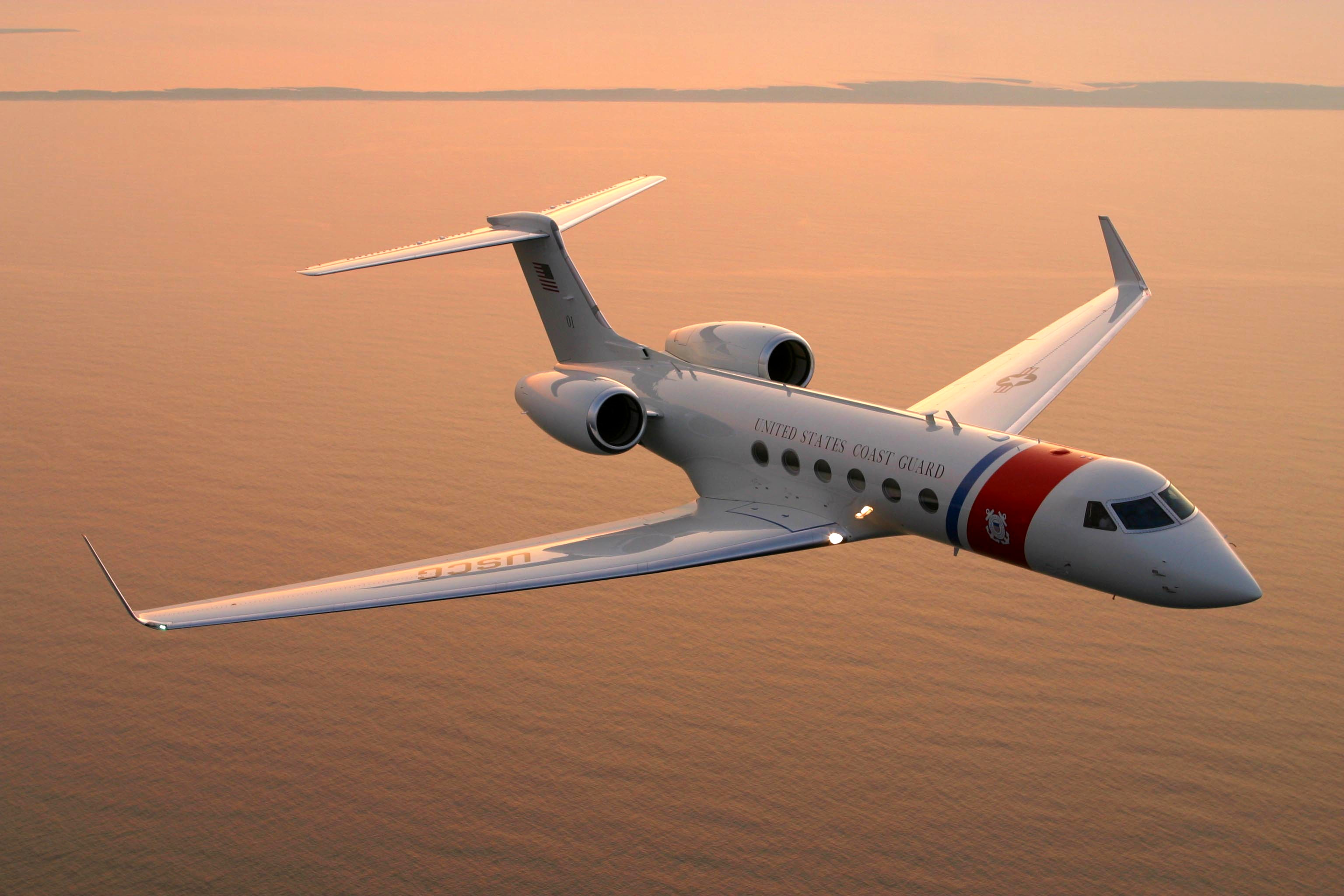
C-37A del USCG en vuelo.

G-V
Aviones de producción propulsados por dos motores BMW-Rolls-Royce 700-710A1-10.
C-37A
Designación militar de Estados Unidos para los aviones G-V.
C-20C
Supuesta designación dada por la USAF, no reconocida oficialmente.

## Operadores

### Civiles
La mayoría de los G-V son operados por propietarios corporativos e individuales. Mark Cuban pagó 40 millones de dólares por un Gulfstream V en octubre de 1999, ganando un récord Guinness por "la mayor transacción de comercio electrónico individual". Steve Jobs recibió un Gulfstream V como compensación de Apple en 2000.

### Gubernamentales y militares
Argelia
Fuerza Aérea de Argelia: opera un Gulfstream V para transporte VIP.
 Arabia Saudita
Arabia Saudita: opera dos G-V en una configuración de MEDEVAC.
 Estados Unidos
- Fuerza Aérea de los Estados Unidos: opera el C-37A como mando/transporte ejecutivo.
- Ejército de los Estados Unidos: opera el C-37A como mando/transporte ejecutivo.
- Cuerpo de Marines de los Estados Unidos: opera el C-37A como mando/transporte ejecutivo.
- Armada de los Estados Unidos: opera el C-37A como mando/transporte ejecutivo.[12]
- Guardia Costera de Estados Unidos: opera dos C-37A para el transporte ejecutivo del Secretario de Seguridad Nacional y el Comandante de la Guardia Costera.[13]
- Administración Federal de Aviación: opera un Gulfstream V con número de cola N1.
- FBI  y Departamento de Justicia: operan un Gulfstream V.
- FEMA: opera un Gulfstream V para el transporte de equipo en respuesta a desastres.
- NCAR: opera un Gulfstream V para investigación científica.

 Grecia
Fuerza Aérea Griega: opera un Gulfstream V para transporte VIP.
 Israel
Un avión Gulfstream V altamente modificado fue entregado al Ministerio de Defensa de Israel en junio de 2005.
 Japón
Guardia Costera de Japón: recibió el primero de dos G-V el 17 de enero de 2005. Llamado «Umi Washi» (águila marina), el avión es operado por el JCG en tareas de búsqueda, rescate y vigilancia marítima. El segundo avión fue entregado a mediados de 2005.
 Kuwait
Estado de Kuwait: opera un G-V para el transporte de la familia real.

## Especificaciones (G-V)
Referencia datos: Gulfstream Aerospace G-V Gulfstream V

### Características generales
- Tripulación: Dos
- Capacidad: 15 a 19 pasajeros
- Longitud: 29,4 m (96,5 ft)
- Envergadura: 28,5 m (93,5 ft)
- Altura: 8,1 m (26,6 ft)
- Superficie alar: 105,6 m² (1136,7 ft²)
- Peso vacío: 21 228 kg (46 786,5 lb)
- Peso cargado: 40 370 kg (88 975,5 lb)
- Peso máximo al despegue: 41 050 kg (90 474,2 lb)
- Planta motriz: 2× Turbofan Rolls-Royce BR710.
  - Empuje normal: 65,6 kN (6689 kgf; 14 748 lbf) de empuje cada uno.

### Rendimiento
- Velocidad máxima operativa (Vno): 940 km/h (584 MPH; 508 kt)
- Velocidad crucero (Vc): 882 km/h (548 MPH; 476 kt)
- Alcance: 10 186 km (5500 nmi; 6329 mi)
- Techo de vuelo: 16 000 m (52 493 ft)

## Aeronaves relacionadas

### Desarrollos relacionados
- Gulfstream IV
- Gulfstream G550

### Aeronaves similares
- Embraer Lineage 1000
- Bombardier Global Express
- Bombardier Global 5000
- Dassault Falcon 7X

### Secuencias de designación
- Secuencia C-_ (Aviones de Carga estadounidenses, 1962-presente): ← C-33 - C-35 - C-36 - C-37A/B - C-38 - C-40 - C-41 →